# Rudolf Schönwald
Rudolf Schönwald (* 30. Juni 1928 in Hamburg; † 14. Oktober 2022 in Freiburg im Breisgau) war ein österreichischer Maler, Grafiker, Karikaturist und Zeichner.

## Leben
Rudolf Schönwald kam in Hamburg als Sohn österreichischer Eltern zur Welt. Er absolvierte von 1934 bis 1938 die Volksschule in Salzburg. Ab 1938 lebte er in Wien. Er musste aufgrund der Nürnberger Rassengesetze 1943 nach Ungarn fliehen, wo er als Lagerhäftling und als U-Boot überlebte. 1945 kehrte er nach Wien zurück, machte 1948 die Matura und nahm Zeichenunterricht bei Charles Lipka. Ab 1948 studierte er an der Wiener Akademie der bildenden Künste Wien bei Joseph Dobrovsky und Christian Ludwig Martin. Ab 1955 betrieb er gemeinsam mit Georg Eisler, Alfred Hrdlicka und Fritz Martinz eine Lithowerkstatt in Wien. Es entstanden Lithographien zu Candide und 1957 Radierungen zu Die Abenteuer des Kapitän Singleton und 1964 zu Gargantua und Pantagruel. 1965 begann die Arbeit am Holzschnittzyklus König Ubu.
Von 1968 bis 1974 gestaltete er zu Texten seiner Frau Gilly Hillmayr den Comic Strip Goks in der Zeitschrift NEUES FORVM und illustrierte dort auch andere Beiträge. Neben seinem graphischen Werk gestaltete er auch keramische Wandbilder. Schönwald entwarf auch Bühnenbilder, 1989 für das Songspiel Mahagonny, Die sieben Todsünden (Ballett) von Brecht/Weill und Lehrstück von Brecht/Hindemith für das Studio der Wiener Staatsoper.
Von 1976 bis 1993 war Schönwald als Professor für bildnerische Gestaltung an der Technischen Hochschule in Aachen tätig.
Seit etwa 1985 erkundete er von Aachen aus zeichnerisch die verfallenden Industrieregionen der Umgebung und nahm damit sein spätes Hauptwerk der Industriezeichnungen in Angriff, das er bis zu seinem Tod als ein Piranesi der Borinage weltweit verfolgte.
Schönwald starb am 14. Oktober 2022 in Freiburg im Breisgau im Alter von 94 Jahren.

## Auszeichnungen
Schönwald erhielt Preise auf den Graphikbiennalen von Lugano, Ljubljana, Lüttich und Wien.
- 1950 erhielt er die Goldene Függermedaille
- 1965 den Preis der Theodor Körner-Stiftung
- 1966 den Förderungspreis der Stadt Wien
- 1966 den Ex-Aequo-Preis bei der Graphikbiennale Bianco e Nero, Lugano
- 1969 den großen Preis der 1. Graphikbiennale Lüttich
- 1971 den österreichischen Staatspreis für Graphik
- 1976 den Preis der Stadt Wien für Bildende Kunst
- 1998 Goldenes Verdienstzeichen des Landes Wien
- 2010 den Slavi-Soucek-Preis

## Ausstellungen
- 1957 Wiener Secession, Wien
- 1964 Galerie nächst St. Stephan, Wien, Radierzyklus Gargantua und Pantagruel
- 1965 Galerie Welz, Salzburg
- 1967 Galerie der Graphischen Gesellschaft, Stockholm
- 1968 Galerie Würthle, Wien
- 1969 Teilnahme an der Ausstellung Figur, Zentralsparkasse, Wien
- 1969 Carr House Gallery der Rhode Island School of Design
- 1970 Kunstverein Palette, Freiburg,
- 1973 Galerie Bloch, Innsbruck
- 1974 Galerie Basilisk, Wien
- 1975 Kulturhaus Graz, Graz
- 1982 Galerie auf der Stubenbastei, Wien
- 1983 Rupertinum, Salzburg, Verlegung und Ausstellung des keramischen Wandbildes Bestiarium
- 1986 Städelschule, Frankfurt am Main
- 1987 Museum Commanderie van Sint Jan, Nijmegen
- 1989 Galerie im Taxispalais, Innsbruck
- 1989 Museum moderner Kunst, Palais Liechtenstein, Wien
- 1989 Albertina, Teilnahme an der Ausstellung sechzig – Zeichnungen einer Generation
- 1991 Belgisches Haus, Köln
- 1991 Morat-Institut, Freiburg
- 1996 Galerie Ulysses, Wien: Pulvis et Umbra Sumus
- 1997 Rupertinum, Salzburg
- 1998 Morat-Institut, Freiburg: Industriezeichnungen
- 1998 Mahagonny-Projeccions, Universitat Pompeu Fabra, Barcelona
- 1999 Galerie Flora, Innsbruck
- 2005 Heiligenkreuzer Hof, Universität für angewandte Kunst Wien, Schrei der Metalle. Industriekathedralen
- 2007 Kloster Val-St-Lambert, Seraing bei Liège, Cri des métaux – Cathédrales d'acier
- 2008 Morat-Institut, Freiburg
- 2008 Ausstellungsräume der Behörde für Denkmalschutz, Budapest: Industriezeichnungen
- 2012 Sammlung Essl, Industriezeichnungen[6]
- 2013 Galerie des Städtischen Museums, Eisenhüttenstadt: Industriezeichnungen, Industriephotographien (Clemens Schülgen)